# Didelphidae
Los didélfidos (Didelphidae) son una familia de mamíferos marsupiales, la única con especies vivas en la actualidad dentro del orden Didelphimorphia, con un total de 92 especies. Viven desde el Cretácico Superior. 
A la familia se adscriben especies nativas de América que por lo general son de tamaño mediano y hábitos tanto terrestres como arborícolas. Se distinguen por su largo hocico, su cráneo oblongo, recorrido longitudinalmente por una cresta ósea y unos dientes poco especializados.
Excepcionalmente entre los mamíferos que no son primates, poseen un dedo oponible en las patas traseras provisto de una uña, no una garra. Tienen una cola prensil, que los ayuda a desplazarse en las ramas, y es utilizada por los ejemplares juveniles para aferrarse del cuerpo de la madre.

## Ecología
Colonizan la mayor parte de los ecosistemas de la región neotropical, desde praderas y zonas arbustivas a jungla tropical, y desde el nivel del mar hasta los 3000 m de altitud, y por regla general son al menos parcialmente arborícolas, con la excepción del yapok (Chironectes minimus), de hábitos básicamente acuáticos.

## Faneróptica y anatomía
Los didélfidos son animales de pequeño o mediano tamaño con un relativo parecido morfológico entre las distintas especies que integran la familia que apenas presentan diferencias significativas con respecto a sus ancestros del Cretáceo. 
Los incisivos de la mandíbula superior son cónicos, pequeños y desiguales. El primer par es mayor que los restantes de los cuales se encuentran separados. Los caninos son grandes, y los molares trituberculados. La fórmula dentaria de estos animales es la siguiente:
| Fórmula dentaria |   |    |   |    |   |    |   |
| i:               | 5 | c: | 1 | p: | 3 | m: | 4 |
| i:               | 4 | c: | 1 | p: | 3 | m: | 4 |

La región facial del cráneo es grande, larga y puntiaguda, mientras que la caja cerebral es relativamente pequeña. En su interior se alberga un cerebro con lóbulos definidos y escasas circunvoluciones corticales.
La cresta sagital está bien definida y muy desarrollada en gran parte de los géneros de la familia.
La cabeza es alargada, con hocico acuminado y orejas con pabellones redondeados y muy evidentes.
Las extremidades son cortas, ligeramente mayores las posteriores a las anteriores. Manos y pies poseen cinco dedos sin que se aprecien fenómenos de sindactilia como en otros metaterios, pero el primer dedo de las extremidades posteriores es de mayor tamaño y parcialmente oponible al resto, careciendo además de garra, en cuyo lugar existe una uña.
La cola suele ser larga, escamosa y prensil, aunque estas características no son comunes a la totalidad de las especies.

## Fisiología y hábitos nutritivos
Tremendamente oportunistas, estos marsupiales se alimentan de gran cantidad de recursos tanto de origen animal como vegetal, si bien existen tendencias por determinados grupos de alimentos en función de la especie, la localización geográfica o la estación climática.
Por regla general son buenos cazadores, pudiendo las especies de mayor envergadura tener entre sus presas animales más grandes. Pequeños mamíferos, aves, reptiles y anfibios se cuentan entre sus alimentos. Los insectos y otros artrópodos, lombrices, moluscos y otros invertebrados también forman parte de su dieta que complementan con productos vegetales como frutos, néctar o grano.
Muchas de las especies tienen además hábitos carroñeros.

## Biología y comportamiento reproductivo
El periodo de gestación, como en todos los marsupiales, es corto, no soliendo superar las dos semanas. Al cabo de ellas, nacen crías escasamente desarrolladas en las que llaman la atención las extremidades anteriores bien formadas y dotadas de uñas de sus dedos, imprescindibles para aferrarse a la piel del abdomen, especialmente en aquellos géneros en los que el marsupio se reduce a dos pliegues de la piel que discurren longitudinalmente a ambos lados de la región abdominal y pelviana, ya que solo está bien desarrollado en los géneros Chironectes, Didelphis y Philander.

## Comportamiento
Son animales de hábitos nocturnos o crepusculares.
Agresivos, huraños y solitarios, solo se relacionan con otros congéneres durante la época de celo (macho-hembra) o la de cría (madre-hijos). 
Es notable en algunos representantes de esta familia la costumbre de hacerse pasar por muertas cuando se encuentran en peligro y no pueden escapar de los agresores que se atreven a enfrentarse a un animal de aspecto tan agresivo como el que muestra una zarigüeya acosada. 
Con esta apariencia, es difícil distinguirlos de los cuerpos verdaderamente muertos aunque practicándoles un electroencefalograma se ha comprobado el estado de alerta en el que se encuentra el animal vivo.
Existen especies que suelen hacerse las muertas tal como refiere el erudito profesor Daniel Lòpez M. en sus libros, estas llegan a límite de no dejar sentir sus latidos que solo son perceptibles con aplicaciòn de ECG (electro cardiograma). Este comportamiento no es voluntario y parece ser un mecanismo de defensa en situaciones extremas.

## Papel ecológico
Aunque no es conocido el estado de conservación de muchas de las especies vivas en el presente, gran parte de ellas gozan del privilegio de estar catalogadas como menos preocupantes (LR/lc) por la IUCN.
No obstante, algunas de ellas como la marmosa grácil de Bolivia (Gracilinanus aceramarcae), la marmosa de Anderson (Marmosa andersoni), la marmosa esbelta de Handley (Marmosops handleyi), la marmosa de secano (Marmosa xerophila), la marmosa esbelta carifina (Marmosops cracens) o el colicorto pigmeo (Monodelphis kunsi) están amenazados (EN), siendo el estado crítico (CR)en el caso de las tres primeras.
Se encuentran en un nivel intermedio de la cadena trófica por lo que su relación con otras especies animales depende notablemente de este hecho. Los grandes carnívoros y las rapaces nocturnas se encuentran entre sus predadores principales.
En otro tiempo fueron cazados para el aprovechamiento de sus pieles, hoy devaluadas. En la actualidad la caza tiene como objetivo en muchas de las áreas por las que se distribuyen para el aprovechamiento de su carne, de aspecto y sabor parecidos al pollo.
Algunas especies no descartan acercarse a zonas pobladas, especialmente áreas agrícolas, siendo perseguidas por los destrozos que ocasionan en las plantaciones. 
No obstante, y aunque algunos de estos marsupiales como ocurre con los del género Didelphis, sean portadores de Trypanosoma cruzi, protozoo causante de la enfermedad de Chagas, hay que tener en cuenta el gran beneficio que representan con respecto a la presencia de plagas, controlando las poblaciones de roedores y artrópodos, mucho más perjudiciales que las propias zarigüeyas.
Algunas especies dentro de esta familia son empleadas como animales de laboratorio.
Están retrayendo su territorio ya que las ratas cada vez invaden más sus territorios, siendo estas últimas más eficaces y competitivas. Generalmente podemos decir que hallar mucas en una zona de campo es hallar una zona limpia, lo contrario es señal de contaminación.